# Пиетро да Кортона
Пиетро да Кортона (на италиански: Pietro da Cortona; 1 ноември1596, Кортона – 16 май1669, Рим) с рождено име Пиетро Беретини (Pietro Berrettini), е италиански художник и архитект.
В стила „Ранен барок“ той е един от най-добрите майстори, както в живописта, така и в архитектурата. Автор е на някои от най-известните творби от Ранния барок, като църквата „Св. св. Лука и Мартина“ в Рим и „Триумфът на Божието провидение“ в Палацо Барберини в Рим.

## Биография
Роден в Кортона в скромно семейство на зидари и каменоделци, Пиетро да Кортона изучава живопис във Флоренция при художника Андреа Комоди, с когото на шестнадесет години се мести в Рим. Изцяло се посвещава на практиката на рисуване и изучаване както на древните паметници, така и на първите произведения от зараждащия се бароков стил, изпълнени през онези години от Рубенс, Гуерчино и Джовани Ланфранко.
През 1620 г. се запознава с първия си важен покровител – флорентинецът Марчело Сакети, в чиято колекция се съхраняват първите му шедьоври. В същата могат да се видят картините „Похищаването на сабиянките“, „Жертвата на Поликсена“, „Триумфът на Бакх“ и е изложена в Капитолийски музеи в Рим.
„Историите на Соломон“ са поредица от стенописи в Палацо Матей в Рим, което е първата важна поръчка, изпълнена от Пиетро да Кортона.
През 1625 – 26 г. папа Урбан VIII Барберини му възлага изпълнението на стенописите в църквата „Санта Бибиана“ в Рим. В следващите години семейство Сакети му възлага като архитект да изгради вила „Кастел Фусано“ (днес Киджи), а през 1630 г. – да проектира и изгради в Рим Вила дел Пиньето.
През 1634 г. е избран за принц на Академията на Свети Лука.
Стенописите в параклиса „Светото зачатие“ на Базилика „Сан Лоренцо в Дамазо“ и „Пиета“ в частния параклис на папа Урбан VIII във Ватикана датират от 1635 г.
- Историите на Соломон
Палацо Матей
Рим
- Историите на Соломон
Палацо Матей
Рим
- Историите на Соломон
Палацо Матей
Рим
- Историите на Соломон
Палацо Матей
Рим
- Историите на Соломон
Палацо Матей
Рим
- Истотиите на Соломон
Палацо Матей
Рим

## Шедьоври на Пиетро да Кортона

### „Триумфът на Божието провидение“
След като участва в конкурса за майстори на Палацо Барберини, спечелен от Джовани Лоренцо Бернини, между 1632 и 1639 г. Пиетро да Кортона рисува стенописите на двореца. Изографисва почти шестстотин m2 от свода на основната зала на параклиса, където сътворява „Триумфът на Божието провидение“, считан за най-големите шедьоври на бароковото изкуство. За произведението, което има огромен успех и биват направени безброй копия, на художника са изплатени 4000 скуди – много висока сума за периода.

### Стенописите в Палацо Пити
Между 1637 и 1647 г. по искане на Фердинандо II Медичи, Пиетро да Кортона работи по стенописите в Палацо Пити във Флоренция. Той създава цикли от стенописи в „Зала дела Стуфа“, изобразяващи златната, сребърната, бронзовата и желязната епоха, както и в залите на планетите „Венера“, „Юпитер“, „Марс“ и „Аполон“. „Четирите епохи на света“, където класическата античност е потопена в спокойна игрива атмосфера на майсторско съчетание от пейзажи и чувствени женски фигури, е нарисувана с цел възхвала на управлението на Медичите и се счита за шедьовър на художника.
Тези стенописи играят важна роля в навлизането на Барока във Флоренция.

### Стенописи в Рим
През 1651 – 1654 г. той рисува „Историите на Еней“ в дългата галерия на Палацо Памфили, проектирана от Франческо Боромини.
По поръчка на папа Инокентий X изпълнява стенописите в купола и свода на „Новата църква“ в Рим.

### Архитектура
Неговото въздействие върху развитието на бароковата архитектура е забележимо, но въпреки успехите той счита тази си дейност като второстепенна.
Що се отнася до архитектурните произведения, от 1634 до 1650 г. се посвещава на изграждането на църквата „Св. св. Лука и Мартина“ в Рим.
По време на папството на Александър VII архитектът се радва на много поръчки за проектиране и изграждане на църкви. От 1656 до 1657 г. се посвещава на изграждането на църквата „Санта Мария дела Паче“ в Рим. През следващите години проектира и изгражда куполите на множество църкви в Рим.
Проектите за реконструкция на Лувъра, поръчани от Луи XIV, датират от 1664 г.

## Картини
- Света Мартина
Музей на изкуството
Лос Анджелис
- Света Сесилия
Национална галерия
Лондон
- Свети Пиер Дамяни и Дева Мария
Музей на изкуството
Толедо
- „Мадоната с Младенеца“
Генуа
- Авраам и Агар
Музей на историята на изкуството
Виена
- Бракът на Яков и Ракел
Музей на изкуствата „Ringling“